# 552
Cette page concerne l'année 552  du calendrier julien. Pour l'année 552 av. J.-C., voir 552 av. J.-C. Pour le nombre 552, voir 552 (nombre).
L'année 552 est une année bissextile qui commence un lundi.

## Événements
- 28 février : le général Chen Baxian chasse hors de Nankin, Hou Jing (en), le général tuoba mutiné contre les Liang du Sud[1].
- 11 juillet : début de l’ère des Arméniens[2].
- 13 octobre : le bouddhisme est introduit au Japon (ou en 538)[3]. Le roi de Paekche (Corée) envoie au Japon des moines bouddhistes. Des médecins, des devins et des spécialistes du calendrier arrivent du Paekche. Début de la période Asuka (552-710).

- Les Tujue de Bumin, alliés aux Wei, se révoltent contre les Avars et les chassent de Mongolie. Le dernier khan ruanruan (avar) se donne la mort. Bumin, fils de T'ou-ou, désormais kaghan des Turcs, fonde la dynastie Ashina. Une partie des Avars progressent vers l'Ouest et atteint la Russie vers 560[4].

### Europe
- 9 février, Chalcédoine : le pape Vigile proteste dans une encyclique contre le traitement qui lui a été infligé par l'empereur[5]. Justinien cède, retire son décret condamnant les Trois Chapitres et force les évêques excommuniés par le pape en 551 à lui faire leur soumission ; Vigile revient à Constantinople, mais refuse de participer au concile réunit en 553[6].
- Avril, guerre des Goths : le général byzantin Narsès, envoyé par Justinien, lance une attaque d'envergure en Italie par la Vénétie défendue par les Francs[7].
- Printemps : intervention d'une flotte byzantine en Bétique conduite par le patrice Libère à l'appel d'Athanagild[8]. Le littoral entre Valence et Malaga tombe aux mains de Justinien (554).
- Mai ou juin : victoire des Lombards d'Aldoin, alliés de Justinien, sur les Gépides de Thorisind[9] à la bataille d'Asfeld, en Pannonie.
- 6 juin : Narsès occupe Ravenne[7] après avoir longé la côte pour éviter la confrontation avec les Francs en Vénétie[10], avec l'appui des Vénètes maritimes de la lagune.
- Fin juin ou début juillet : Narsès défait et tue Totila le roi des Ostrogoths à la bataille de Taginae (ou de Busta Gallorum) près de Gualdo Tadino en Ombrie. Rome est reprise[7]. Teias devient le dernier roi des Ostrogoths.
- Octobre : Narsès défait Teias, le successeur de Totila comme roi des Ostrogoths, à la bataille du mont Lactarius, près du Vésuve[7].

## Décès en 552
- Juillet : Totila, roi ostrogoth d'Italie.
- 25 août : Mennas, patriarche de Constantinople[10].
- Octobre : Teias, dernier roi des Ostrogoths.

- Dacien, évêque de Milan de 530 à 552.
- Bumin, fondateur de l'empire des Köktürks.